# Tina Kotek
Tina Kotek (York, 30 de septiembre de 1966) es una política estadounidense, gobernadora de Oregón desde el 9 de enero de 2023; anteriormente se desempeñó como presidenta de la Cámara de Representantes de Oregón de 2013 a 2022. Fue la candidata demócrata a gobernadora de Oregón en las elecciones de 2022. Kotek fue la primera mujer lesbiana en servir como presidenta de la cámara estatal y con más años de servicio en la historia de Oregón antes de ingresar a la carrera para gobernadora.

## Temprana edad y educación
Christine Kotek nació el 30 de septiembre de 1966 en York, Pensilvania, hija de Florence Kotek (de soltera Matich) y Jerry Albert Kotek. Es de ascendencia eslava ya que su padre era de ascendencia checa y los padres de su madre eran eslovenos. Kotek asistió a la escuela secundaria del área de Dallastown, donde se graduó como la segunda de su clase. Asistió a la Universidad de Georgetown, pero se fue sin graduarse. Después de partir de Georgetown, trabajó en buceo comercial y como agente de viajes.
Se mudó a Oregón en 1987 y obtuvo una licenciatura en ciencias en estudios religiosos de la Universidad de Oregón en 1990. Luego pasó a estudiar un posgrado en la Universidad de Washington, obteniendo una maestría en estudios internacionales y religión comparada.

## Carrera profesional
Antes de ser elegida para el cargo, Kotek trabajó como directora de políticas de Children First for Oregon, antes de lo cual fue defensora de políticas públicas para el Banco de Alimentos de Oregón. Copresidió la Coalición de Servicios Humanos de Oregón durante la crisis presupuestaria de 2002 y se desempeñó como copresidenta del Comité Asesor de Medicaid del Gobernador.
El 1 de septiembre de 2021, Kotek declaró su candidatura a gobernadora en las elecciones para gobernador de Oregón de 2022. Su principal oponente en las primarias demócratas fue Tobias Read, el tesorero estatal. Ganó las primarias demócratas el 17 de mayo de 2022.

## Vida personal
Kotek y su esposa, Aimee Kotek Wilson, han vivido en el vecindario Kenton de Portland, Oregón, desde 2005. Kotek se considera una católica no practicante y asiste a una iglesia episcopal.